# Agatha Lin
Agatha Lin (chinesisch 林昭; auch: Agatha Lin Zhao; * 1817 in Qinglong; † 28. Januar 1858 in Macheng) war eine chinesische Missionarin, die im Katholizismus als Märtyrerin und Heilige verehrt wird.

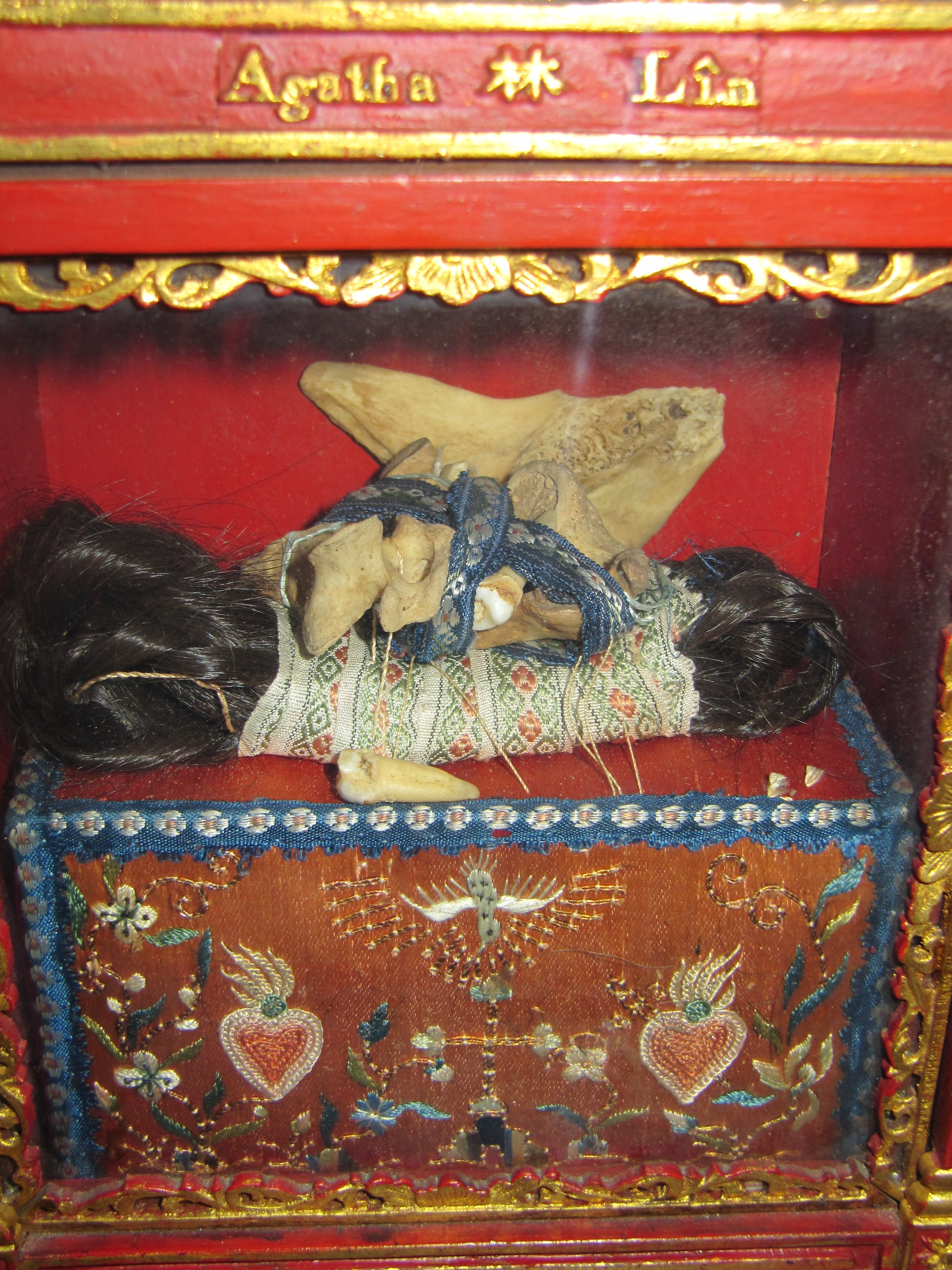
Schrein mit Reliquien Lins in Lyon

## Leben
Lin wurde 1817 in Qinglong in der Provinz Guizhou geboren. Die früheste Kindheit verbrachte sie bei ihrer Mutter. Ihr Vater war noch vor ihrer Geburt wegen seines christlichen Glaubens verhaftet worden, weshalb sie ihn erst im Alter von drei Jahren kennenlernte. In ihrer Jugend erhielt sie eine außergewöhnlich gute Bildung. Bereits in jungem Alter legte sie ein Keuschheitsgelübde ab, nachdem sie einer Verlobung entgehen wollte, die ihre Eltern zuvor für sie arrangiert hatten. Daraufhin zog sie nach Guiyang, um dort eine Mädchenschule zu besuchen. Kurz danach kam es in der Region verstärkt zu Verfolgungen der christlichen Minderheit. Nachdem ihr Vater nochmals verhaftet und der elterliche Haushalt geplündert worden war, beschloss Lin den Schulbesuch nach zwei Jahren abzubrechen und zu ihrer Mutter zurückzukehren. Zurück im Elternhaus traf sie einen katholischen Priester namens Thomas Liu. Er bot ihr eine Stelle zum Bibelunterricht für katholische Frauen an. Zunächst lehnte Lin dieses Angebot ab. Nachdem ihr Vater verstorben und ihre Mutter bei einem anderen Familienmitglied eingezogen war, legte sie weitere religiöse Gelübde ab und trat die angebotene Lehrtätigkeit an. Etwas später wurde sie in einem Miao-Dorf missionarisch tätig. Zudem beförderte sie die apostolische Administration der Provinz Guizhou Lin zur Leiterin eines Konvents in Guiyang. Im 1857 wurde sie jedoch verhaftet. Laut Hagiographie wurde sie beim Verhör für ihr Keuschheitsgelübde verspottet. Zwei Mitgefangene namens Lawrence Wang Bing und Jerome Lu Tingmei stellten sich auf ihre Seite, woraufhin alle drei zum Tode verurteilt und am Folgetag geköpft wurden.

## Kanonisierung
Lin wurde zusammen mit den beiden Mitgefangenen und zwei weiteren chinesischen Märtyrern am 2. Mai 1909 durch Papst Pius X. selig gesprochen. Am 1. Oktober 2000 wurde sie von Papst Johannes Paul II. neben 177 weiteren Personen, die in China zwischen dem 17. Jahrhundert und 1930 als Märtyrer verstorben sind, heilig gesprochen. Ihr Gedenktag ist der 9. Juli.